# Санчес, Наталия
Наталия «Нати» Санчес Эчеверри (исп. Natalia "Nati" Sánchez Echeverri; род. 20 мая 1983, Медельин) — колумбийская лучница, выступающая в соревнованиях по стрельбе из олимпийского лука. Бронзовый призер чемпионата мира 2009 года.

## Биография
Санчес живёт в Медельине. Она начала заниматься стрельбой из лука в 1989 году, а её первый международный старт состоялся в 1998.
В 2009 году стала бронзовым призёром чемпионата мира в Ульсане. Уступив в полуфинале будущей чемпионке Чу Хён Чжон, Наталия попала в матч за бронзу и оказалась сильнее польки Карины Липярской-Палки со счётом 105:99.

### Летние Олимпийские игры 2008 года
На летних Олимпийских играх 2008 года в Пекине Санчес завершила рейтинговый раунд с 643 очками на 18-м месте. В первом раунде стадии плей-офф она попала на Екатерину Мулюк из Белоруссии, которая несмотря на 47-й результат в предварительном раунде победила 104:101 и прошла дальше.
Санчес вместе с Аной Рендон и Сигрид Ромеро приняла участие в командном турнире. Её 643 очка в сумме с 647 Рендон и 551 Ромеро позволили занять предварительное десятое место после рейтингового раунда. В первом раунде плей-офф колумбийки встретились с командой Японии, но не смогли их обыграть. Япония вышла в четвертьфинал со счетом 206:199.

### Летние Олимпийские игры 2016 года
Санчес представляла Колумбию на летних Олимпийских играх 2016 года в Рио-де-Жанейро. Уже в первом раунде индивидуальных соревнований Санчес, показавшая 48-й результат в рейтинговом раунде, уступила россиянке Ксении Перовой 4:6. Женская сборная Колумбии в составе Аны Рендон, Каролины Агирре и Наталии Санчес, вновь участвовала в командном турнире, но в первом раунде проиграла Индии 3:5. При этом после первых трёх сетов счёт был равным, и в ходе четвёртого колумбийки имели большой шанс выиграть и пройти дальше, но 20-летняя дебютантка Олимпийских игр Каролина Агирре последним, решающим выстрелом попала только в 3 очка.